# Синекдем
„Синекдем“, известен и с превода „Пътеводител“ (на гръцки: Συνέκδημος, на латински: Synecdemus), е географски трактат, съставен около 535 година от Хиерокъл. Статистическият труд описва административното деление във Византийската империя в периода на управлението на Юстиниан I. Съдържа информация за 64 провинции и влизащите в тях 912 града. „Синекдем“ служи за основа на много по-късни географски изследвания. В частност е главният източник по географските въпроси в съчиненията на Константин VII Багренородни „За темите“, съставени в Χ век.